# Hastingsite
L'hastingsite (ou la hastingsite) est un minéral inosilicate, appartenant à un groupe de même nom, et au sous-groupe des amphiboles de calcium. De formule chimique NaCa2(Fe2+4Fe3+)(Si6Al2)O22(OH)2, elle a été nommée en 1896 par le géologue canadien Frank Dawson Adams et Bernard James Harrington en fonction de la localité type se situant dans le comté de Hastings, en Ontario au Canada. 
De structure cristalline monoclinique, de dureté conséquente (5 à 6 sur l'échelle de Mohs), on la trouve dans les syénites et les granites néphéliniques ; dans les schistes, les gneiss, les tactites et les amphibolites dans le monde entier. L'hastingsite possède un pléochroïsme jaune terne, jaune ou brun verdâtre pâle sur (x), brun, bleu verdâtre foncé ou brun verdâtre foncé sur (y) et jaune verdâtre, vert olive foncé ou bleu foncé sur (z).

## Groupe de l'hastingsite
Les minéraux du groupe de l'hastingsite sont définis avec 0,5 < A(Na+K+2Ca) < 1,5 où Na ou K est dominant et avec la position C occupée par Mg ou Fe2+ comme ions bivalents dominants et 0,5 < C(Al+Fe3+ +Cr+2Ti) < 1,5 où Fe3+ est dominant. W peut contenir (OH), F ou Cl.
L'hastingsite est définie avec en position cristallographique A : Na dominant ; position C : ion bivalent Fe dominant et en position W : (OH) dominant. Le groupe comprend en plus de l'hastingsite : la magnésiofluorohastingsite, la magnésiohastingsite (avec qui l'hastingsite forme une série), la potassochlorohastingsite, la potassofluorohastingsite, la potassohastingsite et la potassomagnésiohastingsite. 